# Класифікація бронетехніки Третього Рейху
Ця стаття містить перелік видів та скорочень у назвах бронетехніки Третього Райху періоду 1933—1945 рр.

## Позначення

### Написання
Німецькі абревіатури часто передаються в різних написаннях, з різним поданням пробілів та крапок: наприклад, PzKpfw або Pz. Kpfw. тощо. Це пов'язане з різноманітністю написань в самих німецьких документах — до ДСВ та на її початку зазвичай писали традиційним чином, з крапками та пробілами: le. F. H., Gr. W., а згодом почали ними нехтувати: leFH, GrW тощо. Втім, в деяких найменуваннях, як Pz Kpfw та Sd Kfz, пробіли залишались.
Деякі поширені в літературі скорочення та варіанти написання насправді ніколи або дуже рідко вживались в німецькій документації, як StuG: в цьому випадку німецькі джерела переважно використовували написання Stu. Gesch. або Stu-Gesch.
Достатньо багато споріднених типів техніки мали різні позначення, особливо щодо додавання слів Panzer та/або Wagen. Наприклад, Munitionsschlepper та Munitionspanzer — транспортні машини, Flakpanzer та Flakpanzerwagen — зенітні самохідні установки абощо.

### Список позначень
Нижче наведено перелік позначень типів бронетехніки Третього Райху. Рідкісні та маловідомі позначення виділено письмівкою.
| Оригінальна назва                    | Транскрипція                | Скорочення          | Опис                                                                    | Приклади                                               |
| ------------------------------------ | --------------------------- | ------------------- | ----------------------------------------------------------------------- | ------------------------------------------------------ |
| Berge…                               | берґепанцер                 | Bg                  | інженерна машина, БРЕМ                                                  | Bergepanther                                           |
| Brückenleger                         | брюкенлеґер                 |                     | мостовкладальник                                                        | Brückenleger auf Panzer I A                            |
| Durchbruckwagen                      | дурхбрукваґен               | DW                  | танк прориву                                                            | DW I, DW II                                            |
| Flakpanzer, Flakpanzerwagen          | флакпанцер                  | Fl Pz               | зенітна самохідна установка                                             | Flakpanzer I                                           |
| Flammenwerfer [auf], Flammpanzer     | фламменверфер, фламмпанцер  |                     | вогнеметна модифікація машини (в т.ч. вогнеметний танк)                 | Flammenwerfer auf Panzer I A                           |
| Gerӓt                                | ґере́т                       |                     | виріб (будь-яка техніка)                                                | Gerӓt 040                                              |
| Geschützwagen                        | ґешютцваґен                 | GW                  | самохідна артилерійська установка                                       | Geschützwagen Tiger, 10,5 cm leFH 18/1 auf WT GW IVb   |
| Jagdpanzer                           | яґдпанцер                   | Jg Pz               | винищувач танків (див. Jagdpanzer)                                      | Jagdpanzer IV                                          |
| Kraftfahrzeug                        | крафтфарцойґ                | Kfz                 | військова машина                                                        | Kfz 13                                                 |
| Ladungsleger, Ladungsträger          | ладунґслеґер, ладунґстреґер |                     | машина для перевезення заряду вибухівки, що створює прохід в перешкодах | Ladungsleger auf Panzer I A                            |
| Munitionsschlepper, Munitionspanzer  | муніцьйоншлеппер            | Mun Schl, Mun Pz    | транспортна машина для перевезення боєприпасів                          | Munitionsschlepper auf Panzer I, Munitionspanzer 38(t) |
| Panzerbefehlswagen                   | панцербефельсваґен          | Pz Bef Wg           | командно-штабна машина або командирський танк                           | Pz Bef Wg IV                                           |
| Panzerbeobachtungswagen              | панцербеобахтунґсваґен      | Pz Beob Wg          | броньована спостережна машина для коригування артилерії                 | Pz Beob Wg III                                         |
| Panzerjӓger                          | панцер’єґер                 | Pz Jg, Pz Jäg       | винищувач танків (див. Panzerjӓger)                                     | Pz Jg I                                                |
| Panzerjӓgerkanone (Selbsfahrlafette) | панцер’єґерканоне           | Pak (Sf)            | винищувач танків (див. Panzerjӓger)                                     | 4.7 cm Pak(t) (Sf) auf Panzer I                        |
| Panzerkampfwagen                     | панцеркампфваґен            | Pz, Panzer, Pz Kpfw | танк                                                                    | Panzer III, Panzer VI                                  |
| Panzerselbsfahrlafette               | панцерзельбстфарлафетте     | Pz Sfl              | броньована самохідна артилерійська установка                            | Pz Sfl II, Pz Sfl IVc                                  |
| Panzerspähwagen                      | панцершпеваґен              | Pz Sp Wg            | броньована розвідувальна машина                                         | Leichter Panzerspähwagen                               |
| Pionierpanzerwagen                   | піонірспанцерваґен          | Pionierpanzer       | броньована машина для інженерів                                         | Pionierpanzer III                                      |
| Sonderkraftfahrzeug                  | зондеркрафтфарцойґ          | Sd Kfz              | спеціальна військова техніка (див. Sonderkraftfahrzeug)                 | Sd Kfz 2, Sd Kfz 251                                   |
| Sturmgeschütz                        | штурмґешютц                 | Stu Gesch, StuG     | штурмова гармата (див. Sturmgeschütz)                                   | Sturmgeschütz III                                      |
| Versuchskampffahrzeug                | ферзухскамфпфарцойґ         | VK, Vs Kfz, Vskfz   | дослідна техніка (див. Versuchskampffahrzeug)                           | 10,5 cm leFH 18/1 auf WT GW IVb                        |
| Waffenträger                         | ваффентреґер                | WT                  | самохідна артилерійська установка                                       | VK 30.01 (P)                                           |
| Zugkraftwagen                        | цуґкрафтваґен               | Zgkw                | тягач (зокрема, артилерійський)                                         | Zugkraftwagen 18t                                      |

Нижче наведено перелік позначень допоміжних позначень, що зустрічаються в назвах бронетехніки Третього Райху.
| Оригінальна назва              | Транскрипція          | Скорочення    | Опис                                                                             | Приклади                                                   |
| ------------------------------ | --------------------- | ------------- | -------------------------------------------------------------------------------- | ---------------------------------------------------------- |
| auf                            | а́уф                   |               | позначає встановлення певного виду обладнання чи озброєння на відповідну техніку | Brückenleger auf Pz I Ausf A leFH 18/2 auf Fgst Pz II (Sf) |
| Ausführung                     | аусфюрунґ             | Ausf          | позначає модифікацію техніки                                                     | Pz II Ausf L, Pz VI Ausf B                                 |
| Entwicklung                    | етвіклунґ             | E             | серія проєктів бронетехніки кінця війни — E-серія                                | E100                                                       |
| Fahrgestell                    | фарґештелль           | Fgst          | побудовано на шасі зазначеної гусеничної машини                                  | 15 cm sIG 33 auf Fgst Pz II (Sf)                           |
| Flamm                          | фламм                 |               | вогнеметна модифікація машини (в т.ч. вогнеметний танк)                          | Panzer II Flamm Ausf A                                     |
| Gepanzerter                    | ґепанцертер           |               | позначає броньовану техніку                                                      |                                                            |
| leichter                       | ляйхтер               | le            | легкий (легка гармата, легкий винищувач танків тощо)                             | Leichter Panzerspähwagen                                   |
| neuer Art                      | ноєр арт              | nA, n/A       | нова модель певного виробу                                                       | Pz 38(t) nA                                                |
| schwerer                       | шверер                | s             | важкий (важка гармата, важкий винищувач танків тощо)                             | Schwerer Panzerspähwagen                                   |
| Selbsfahrlafette               | зельбстфарлафетте     | Sf, Sfl, (Sf) | самохідний лафет (САУ на певному шасі)                                           | 4.7 cm Pak(t) (Sf) auf Panzer I                            |
| mit                            | міт                   |               | те саме, що auf, але з іншим порядком слів (техніка + обладнання)                | Pz Jӓg 38(t) mit 7,5 cm Pak 40/3 Ausf M                    |
| mittler                        | міттлер               | m, mittl      | середній (середня гармата, середній винищувач танків тощо)                       |                                                            |
| -panzer, -panzerwagen, Panzer- | -панцер, -панцерваґен | Pz, Pz Wg     | позначає броньовану техніку                                                      |                                                            |
| -träger                        | -треґер               |               | позначає техніку-носія певного обладнання                                        |                                                            |
| -wagen                         | -ваґен                | Wg            | позначає певну військову машину                                                  |                                                            |

Приклад позначення: Pz II Ausf L — легкий танк Panzer II модифікації L («Лукс»).